# Distretto di Muzarabani
Il distretto di Muzarabani è uno dei 7 distretti che compongono la Provincia del Mashonaland Centrale, in Zimbabwe. Ha una popolazione di circa 134.076 abitanti e una superficie di 4,266 Km².

## Demografia
| Anno (Censimento) | Popolazione      |
| ----------------- | ---------------- |
| 2002              | 107.777          |
| 2012              | 122.791 (+1,3%)  |
| 2022              | 134.076 (+0,91%) |